# Allium polyrhizum
Allium polyrhizum är en amaryllisväxtart som beskrevs av Porphir Kiril Nicolai Stepanowitsch Turczaninow och Eduard August von Regel. Allium polyrhizum ingår i släktet lökar, och familjen amaryllisväxter. Inga underarter finns listade i Catalogue of Life.